# Casefabre
Casefabre (katalanisch Casafabre) ist eine französische Gemeinde mit 43 Einwohnern (Stand 1. Januar 2022) im Département Pyrénées-Orientales in der Region Okzitanien. Sie gehört zum Arrondissement Prades und zum Kanton Le Canigou.

## Geografie

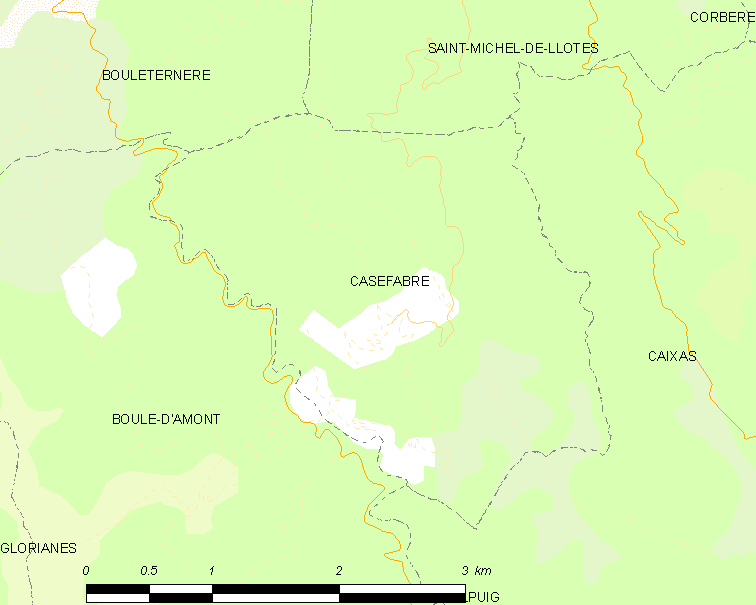
Karte von Casefabre

### Nachbargemeinden
Nachbargemeinden von Casefabre sind Saint-Michel-de-Llotes im Norden, Caixas im Südosten und Boule-d’Amont im Südwesten und Bouleternère im Nordwesten.

## Bevölkerungsentwicklung
| Jahr      | 1962 | 1968 | 1975 | 1982 | 1990 | 1999 | 2013 |
| Einwohner | 31   | 30   | 31   | 26   | 30   | 34   | 41   |

## Sehenswürdigkeiten
- Kirche Saint-Martin (11./12. Jahrhundert)